# سينيشا بابيتش
سينيشا بابيتش (بالصربية: Синиша Бабић)‏ هو لاعب كرة قدم صربي في مركز الهجوم، ولد في 13 فبراير 1991 في نوفي ساد في صربيا. لعب مع نادي فويفودينا.

## وصلات خارجية
- سينيشا بابيتش على موقع الاتحاد الأوربي (الإنجليزية)
- سينيشا بابيتش على موقع قاعدة بيانات كرة القدم.إي يو (الإنجليزية)
- سينيشا بابيتش على موقع Soccerbase.com (لاعب) (الإنجليزية)
- سينيشا بابيتش على موقع Soccerway.com (الإنجليزية)
- سينيشا بابيتش على موقع عالم كرة القدم.نت (الإنجليزية)